# Pteris taiwaniana
Pteris taiwaniana là một loài dương xỉ trong họ Pteridaceae. Loài này được Masam. & Suzuki mô tả khoa học đầu tiên năm 1935.
Danh pháp khoa học của loài này chưa được làm sáng tỏ. 